# 1. SK Prostějov
1. SK Prostějov is een Tsjechische voetbalclub uit de stad Prostějov.

## Geschiedenis
De club werd opgericht in 1904 opgericht en speelde in 1934/35 voor het eerst in de hoogste klasse. In het tweede seizoen eindigde de club derde achter de topteams Sparta en Slavia Praag. Door deze goede notering mocht de club deelnemen aan de Mitropacup en bereikte de kwartfinale. Ook het volgende seizoen werd de club derde en mocht weer Europees spelen. In 1938 werd de club voorlaatste met twee punten voorsprong op SK Viktoria Pilsen en degradeerde. De club beperkte de afwezigheid in de hoogste klasse maar tot één seizoen. In 1940 bereikte de club de finale van de beker van Tsjechië en verloor daar van tweedeklasser SK Olomouc ASO. Na drie seizoenen middenmoot degradeerde de club opnieuw.
Daarna kon de club niet meer aan de vooroorlogse successen aanknopen. In 1959 nam de club de naam Železárny Prostějov aan en in 1973 degradeerde de club naar de vierde klasse. In 1980 promoveerde de club terug naar de derde klasse en door een herstructurering van de competitie belandde de club het volgend seizoen zelfs terug in de tweede klasse. In 1984 volgde een nieuwe degradatie en zakte weer weg naar de vierde klasse.
Nadat sponsor Železárny zich terugtrok in 1995 nam de club de huidige naam aan en speelde verder in de vijfde klasse. Eén jaar later fusioneerde de club met tweedeklasser SK LeRK Brno en speelde verder onder de naam SK LeRK Prostějov. De eerste seizoenen eindigde de club in de middenmoot maar moest daarna tegen degradatie vechten. In 2003 degradeerde de club omdat het geen licentie kreeg voor de tweede klasse (2. liga), het Stadion ve Sportovní ulici (Stadion aan de Sportstraat) werd niet goed genoeg bevonden. Het volgende seizoen werd de club, sindsdien spelend op het Stadion Za Místním nádražím, laatste in de derde klasse (de MSFL). Het einde voor het voetbal in de stad naderde maar dan kocht oude club 1.SK Prostějov de licentie van SK LeRK over en speelde in 2006 verder in de vijfde klasse. Het seizoen 2023/24 speelde 1. SK Prostějov haar thuiswedstrijden in Holice in het Stadion Vladimíra Dostála, omdat het Stadion Za Místním nádražím verbouwd werd.

## Naamsveranderingen
- 1904 – SK Prostějov (Sportovní kroužek Prostějov)
- 1904 – SK Prostějov (Sportovní klub Prostějov)
- 1948 – JTO Sokol II Prostějov (Jednotná tělovýchovná organizace Sokol II Prostějov)
- 1950 – JTO Sokol ČSSZ Prostějov (Jednotná tělovýchovná organizace Sokol Československé stavební závody Prostějov)
- 1953 – DSO Tatran Prostějov (Dobrovolná sportovní organizace Tatran Prostějov)
- 1956 – TJ Slovan Prostějov (Tělovýchovná jednota Slovan Prostějov)
- 1959 – fusie met DSO Baník Prostějov → TJ Železárny Prostějov (Tělovýchovná jednota Železárny Prostějov)
- 1990 – SK Prostějov fotbal (Sportovní klub Prostějov fotbal)
- 1996 – fusie met FC LeRK Brno → SK LeRK Prostějov (Sportovní klub LeRK Prostějov)
- 2006 – 1. SK Prostějov (První sportovní klub Prostějov, a. s.)

## Erelijst
| Nationaal tot 1993                      |    |         |
| Finalist van Beker van Tsjechië         | 1× | 1939/40 |
| Nationaal sinds 1993                    |    |         |
| Kampioen Moravskoslezská fotbalová liga | 1× | 2015/16 |

## Prostějov in Europa
- 1/8 = achtste finale
- 1/4 = kwartfinale

| Seizoen | Competitie | Ronde | Land                                      | Club                | Score    |
| ------- | ---------- | ----- | ----------------------------------------- | ------------------- | -------- |
| 1936    | Mitropacup | 1/8   | Vlag van Oostenrijk                       | SK Admira Wien      | 4-0, 2-3 |
|         |            | 1/4   | Vlag van Hongarije (1915-1918, 1919-1946) | Újpest FC           | 0-1, 0-2 |
| 1937    | Mitropacup | 1/8   | Vlag van Zwitserland                      | Grasshoppers Zürich | 3-4, 2-2 |

## Bekende (oud-)spelers
- Ivo Viktor
- Pavel Vrba

FC Baník Ostrava „B“ · 
MFK Chrudim · 
SK Líšeň 2019 · 
1. SK Prostějov · 
FC Sellier & Bellot Vlašim · 
SK Sigma Olomouc B · 
FC Silon Táborsko · 
SK Slavia Praag „B“ · 
Slezský FC Opava · 
AC Sparta Praag „B“ · 
FK Varnsdorf · 
FK Viktoria Žižkov · 
MFK Vyškov · 
FC Vysočina Jihlava · 
FC Zbrojovka Brno · 
FC Zlín